# Dogpoopgirl
#dogpoopgirl este un film de comedie-dramă românesc din 2021, regizat de Andrei Huțuleac (aflat la debutul regizoral). Rolurile principale sunt interpretate de Andreea Grămoșteanu, Cezar Antal, Paul Chiribuță, Tudor Istodor, Amalia Ciolan și Coca Bloos. Intriga filmului este vag inspirată dintr-unul dintre primele cazuri de bullying pe internet, care a avut loc în urma unui incident⁠(d) petrecut în anul 2005 în Metroul din Seul⁠(d) (Coreea de Sud), dar a fost adaptat la realitățile românești. 
Filmul a avut premiera la ediția a XLIII-a⁠(d) a Festivalului Internațional de Film de la Moscova și a câștigat marele premiu al acestui festival, „Sf. Gheorghe de aur”.

## Rezumat
Cățelul unei femei vomită pe podeaua unui vagon de metrou din București, iar ceilalți pasageri, care nu au fost atenți în acel moment, cred că el a defecat acolo. Stăpâna câinelui refuză să facă curățenie după animalul ei spre indignarea publicului. Conflictul iscat între stăpâna câinelui și ceilalți pasageri este înregistrat de un adolescent cu camera video a telefonului, iar filmarea compromițătoare ajunge să fie postată pe rețelele sociale și declanșează o serie de evenimente tragicomice.

## Distribuție
- Andreea Grămoșteanu — Alina Moga, consilier clienți la Publibank România
- Cezar Antal — Ion D. Ion, agentul de pază din metrou
- Paul Chiribuță — Petru Gavrilescu, bătrânul cardiac din metrou
- Tudor Istodor — Matei Șoptelea, vloggerul care a descoperit identitatea Alinei
- Amalia Ciolan — președinta asociației de proprietari din blocul Alinei
- Coca Bloos — soția lui Petru Gavrilescu, bătrâna certăreață din metrou
- Mihai Niță — angajatul de la adăpostul canin Dogland
- Marius Rizea — individul cu barbă din metrou
- Alexandru Ioan Rotaru — adolescentul gras din metrou (menționat Alexandru Rotaru)
- Silvia Dragic — iubita lui Godzi, adolescenta din metrou
- Alexandru Teșa — Godzi, adolescentul însoțit de o fată din metrou
- Andreea Mateiu — femeia cu o fetiță din metrou
- Maria-Anastasia Mateiu — fetița din metrou
- Ana Covalciuc — femeia tânără cu ochelari din metrou
- Natalia Călin — femeia matură cu ochelari din metrou
- Cristian-Radu Popescu — adolescentul care filmează scena din metrou (menționat Cristian Popescu)
- Eduard Chimac — tipul cool din club
- Patricia Flack — adolescentă din club
- Maria Ninu — adolescentă din club
- Iulia Lupașcu — adolescentă din club
- Cristina Ștefania — adolescentă din club
- Bianca Marinescu — adolescentă din club
- Ioana Oprescu — adolescentă din club (menționată Oprescu Ioana)
- Adrian Alexandru Bumbeș — Dani, adolescent din club
- Luca Cezar Petreșteanu — adolescent din club
- Alex Nicolae — adolescent din club
- Ioana Barbu — Mona, colega de serviciu a Alinei
- Flavius Călin — reporterul care transmite de la circ
- Alexandru Ion — prezentatorul emisiunii Kanal Fun
- Ana Adelaida Perjoiu — prezentatoarea emisiunii Kanal Fun
- Octavian Costin — taximetristul
- Victoria Moraru — o colegă de serviciu tânără a Alinei
- Angel Popescu — șeful sucursalei Iancului a băncii Publibank România
- Izabela Neamțu — Maria Văcărescu, agentă la Secția 111 Poliție – Divizia Animale
- Florin Aioane — Petre Chifu, agent la Secția 111 Poliție – Divizia Animale
- Mirela Nicolau — mama lui Matei, pensionară din motive medicale
- Anca Florescu — Andreea, prezentatoarea știrilor de la postul Tele 3
- Cosmina Olariu — Maria Panduru, reportera de la sediul Metrorex
- Valentin Teodosiu — Alin Stanciu, directorul companiei Metrorex
- Kostas Mincu — George Șaguna, directorul companiei Strong Security
- Valer Dellakeza — Alexandru Băltățeanu, bătrânul senil venit la bancă (menționat Valler Delakezza)
- Veliko Velikov — curierul de la bancă
- Alexandru George — Mircea Ghinea, tânărul care asistă la concedierea Alinei
- Carol Ionescu — iubitul Alinei
- Corina Moise — prezentatoarea emisiunii „După-amiaza oropsiților” de la Emo TV
- Dana Rogoz — reportera care transmite de la spitalul unde este internat Ion D. Ion
- Luminița Florentina Ilie — Ioana, fiica lui Ion D. Ion
- Adrian Pasăre — Georgică, fiul cel mic al lui Ion D. Ion
- Gabriel Ștefan Stan — Ștefan, fiul cel mare lui Ion D. Ion (menționat Stan Gabriel Ștefan)
- George Andreescu —  Gojira, gazda emisiunii radio (menționat Gojira)
- Răzvan Krem Alexe — gazda emisiunii radio
- Alina Chinie — gazda emisiunii radio
- Lavinia Pop Coman — nepoata bătrânilor din metrou
- Alexandru Nagy — Valler Micu, pictorul care a realizat ciclul de lucrări „Excrementar”
- Marin Grigore — participant la expoziția „Excrementar”
- Rareș Lucaci — participant la expoziția „Excrementar”
- Andrei Huțuleac — moderatorul emisiunii „Seara celor singuri” de la Emo TV
- Alexandru Grădinaru — tânărul care o conduce pe Alina la Cosmos
- Ana Șușca — Cosmos, hackerița minoră
- Ana Ciontea — prietena Alinei
- Dana Dembinski Medeleanu — prietena Alinei
- Rodica Mandache — mama Alinei
- Mircea Gheorghiu — directorul agenției de turism
- Edi Cârlan — tânărul care o întâmpină cu flori pe Alina

## Lansare
Premiera filmului a avut loc în 25 aprilie 2021, la ediția a XLIII-a⁠(d) a Festivalului Internațional de Film de la Moscova, unde a câștigat marele premiu, Sf. Gheorghe de aur.

## Recepție
Jurnalistul Ștefan Dobroiu de la Cineuropa⁠(d) a scris că filmul „împinge în mod eficient spectatorul către o comparație utilă”. Allan Hunter de la Screen Daily (site-ul de știri al revistei britanice Screen International⁠(d)) a scris că filmul „își împrăștie jovial preocupările un pic prea departe și prea larg”, în timp ce actrița Andreea Grămoșteanu „transmite în mod convingător nedumerirea și exasperarea cuiva căruia îi este imposibil să-i convingă pe ceilalți că ea nu este monstrul pe care ei îl cred a fi”.
Criticul rus Aleksei Kolenski a afirmat că „Regizorul român poate fi comparat cu un vrăjitor suflător de sticlă⁠(d) care umple toate întâmplările trăite de personaje cu o atmosferă constant încărcată, pătrunzând până în cele mai mici detalii ale vieții de zi cu zi. El prezintă toate opțiunile posibile pentru desfășurarea evenimentelor și găsește o formulă universală — către care toate acestea se îndreaptă. Românii încep aproape întotdeauna de la un fel de anecdotă cotidiană absurdă, care pare că nu are nici moralitate și nici sens: de la o ceartă sau de la un zvon. Și aceasta este transformată într-o parabolă despre viețile tuturor oamenilor din întreaga lume, despre povestea Căderii și speranța în Înviere.”.
Alți critici ruși au consemnat că #dogpoopgirl, deși nu este unul dintre cele mai bune filme românești, a reușit să atragă atenția publicului și să constituie o creație cinematografică relevantă. Astfel, Konstantin Cealîi a observat că „Filmul lui Huțuleac nu este o creație de prim rang nici măcar după standardele românești, în prezent foarte înalte, și cu atât mai puțin după standardele europene. Dar nu se poate să nu recunoști că juriul de la Moscova a premiat creația cu cea mai actuală tematică și cu un mod de prezentare strălucit și accesibil.”, în timp ce, potrivit lui Ilia Malașenkov, „însăși includerea filmului românesc «#dogpoopgirl» în programul competițional al Festivalului Internațional de la Moscova a provocat o uimire pe măsură și o încântare reținută”.